# Punto limpio
Un punto limpio o ecoparque es una instalación controlada de propiedad municipal. Su principal función es ofrecer a los ciudadanos del municipio un lugar donde depositar de manera separada los residuos que generen en sus hogares y que no se pueden depositar en los contenedores que hay en las calles para la recogida diaria de basura, como por ejemplo los electrodomésticos o sustancias muy contaminantes como pilas o residuos tóxicos. 
Hay muchos residuos que se depositan en los contenedores urbanos de recogida selectiva, que son el azul para cartón, naranja para aceites de uso doméstico, amarillo para envases, verde para vidrio, morado textil, marrón para orgánico y gris para la fracción resto. 
Estos residuos deben tener una consideración especial debido a sus características físicas (peso o volumen) como a sus características químicas (que elevan su grado de toxicidad o peligrosidad (irritantes, tóxicos, gases,...).
El ayuntamiento se encarga, a través de empresas municipales o privadas, de transportar estos residuos hasta su destino final, sea reciclaje o eliminación.

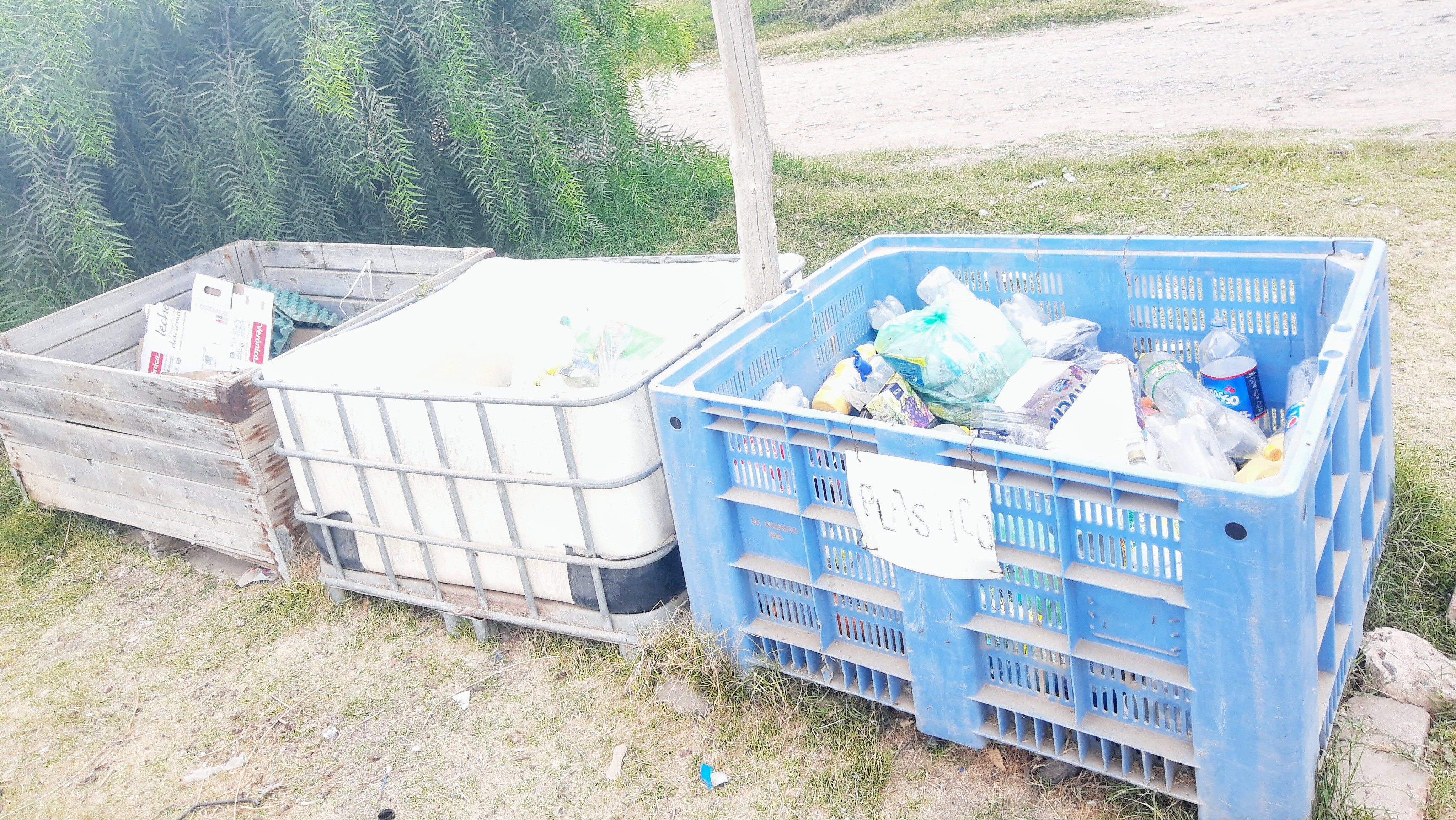

## Residuos admisibles
Cada punto limpio tiene unas restricciones particulares que el ciudadano deberá conocer de antemano, aunque en general todos admiten los mismos residuos. El traslado de los residuos va a cuenta de los propios medios del ciudadano.
En Madrid son:
- Papel y cartón: normal de producción doméstica.
- Metales: normal de producción doméstica.
- Envases: normal de producción doméstica.
- Maderas: 60 kg.
- Aceites vegetales usados de origen doméstico: 10 litros.
- Residuos voluminosos; muebles, colchones, somieres, marcos , puertas y cajas, etc.: 3 uds.
- Escombros procedentes de pequeñas obras domésticas ( R.C.D. ) (60 kg).
- Residuos de Aparatos Eléctricos y Electrónicos (R.A.E.E):
- Lavadoras, lavavajillas, cocinas, etc.: 3 uds.
- Frigoríficos congeladores y acondicionadores de aire: 1 ud.
- Otros residuos electrónicos como pantallas, C.P.U. de ordenadores, etc.: 1 ud.
- Ropa y calzado usado: normal de producción doméstica.
- Restos de desbroce de hierbas, siegas, podas y talas: restos vegetales en cantidad inferior a 240 litro).
- Cristal plano de ventanas o cuadros y espejos.

Además se recogen los siguientes residuos peligrosos:
- Envases metálicos contaminados: normal de producción doméstica.
- Envases plásticos contaminados: normal de producción doméstica.
- Aceite mineral o sintético de motor: 10 litros.
- Baterías de automóvil: 2 unidades.
- Medicamentos: 1 kg.
- Aerosoles: 10 unidades.
- Pilas alcalinas / salinas y de botón (normal producción doméstica. Se admite batería del teléfono móvil).
- Radiografías: 15 unidades.
- Tubos fluorescentes y bombillas de bajo consumo: 3 unidades.
- Pinturas, disolventes y envases con restos de estos residuos: 5 kg.
- Cartuchos de tinta de impresoras y toner: hasta 4 unidades.
- CD, DVD: 10 unidades y cintas de vídeo: 30 unidades. El envase de cartón, se depositará en los contenedores de papel y cartón; la carcasa de plástico al contenedor de plásticos y envases.
- Termómetros o elementos que se quieran eliminar con mercurio: 1 unidad.

## Residuos no admisibles
- Residuos urbanos orgánicos.
- Materiales radioactivos.
- Materiales explosivos o inflamables.
- Residuos infecciosos.
- Neumáticos.
- Recipientes voluminosos que hayan contenido materiales tóxicos o peligroso.
- Residuos sin segregar.
- Residuos sin identificar.
- Residuos tóxicos y peligrosos que no sean específicamente señalados en el punto anterior y cualquier otro que sea añadido al mismo por la autoridad medioambiental.